# Ruri Takahashi
Ruri Takahashi (jap. 髙橋瑠璃 Takahashi Ruri; ur. 13 lipca 2000) – japońska judoczka. 
Uczestniczka mistrzostwa świata w 2025, a także zdobyła dwa medale w drużynie. Mistrzyni świata juniorów w 2019. Pierwsza na mistrzostwach kraju w 2025; druga w 2021; trzecia w 2022, 2023 i 2024 roku.